# 10. Flieger-Division (1939)
Die 10. Flieger-Division war ein Großverband der Luftwaffe der Wehrmacht im Zweiten Weltkrieg. Es bestand keine organisatorische Verbindung zur 10. Flieger-Division (1942–1943).

## Geschichte
Die 10. Flieger-Division wurde am 5. September 1939 aus dem umbenannten Stab des General z.b.V. in Hamburg gebildet. Sie unterstand der Luftflotte 2 und war mit den ihr unterstellten fliegenden Verbänden auf den Luftkrieg über See spezialisiert. Am 2. Oktober 1939 wurde sie in X. Fliegerkorps umbenannt.

## Personen

### Divisionskommandeur
| Dienstgrad      | Name         | Datum                                 |
| --------------- | ------------ | ------------------------------------- |
| Generalleutnant | Hans Geisler | 5. September 1939 bis 2. Oktober 1939 |

### Erster Generalstabsoffizier
| Dienstgrad | Name                 | Datum                                 |
| ---------- | -------------------- | ------------------------------------- |
| Major      | Martin Harlinghausen | 5. September 1939 bis 2. Oktober 1939 |

## Unterstellung
| Unterstellung | von               | bis             |
| ------------- | ----------------- | --------------- |
| Luftflotte 2  | 5. September 1939 | 2. Oktober 1939 |